# ハイパーウェポン
『ハイパーウェポン』（HYPERWEAPON）は、小林誠の作品集のタイトル。

## 概要

### モデルアート社刊
『HYPERWEAPON 2001～2984未来の超兵器』
1984年刊行。B5判。続刊との区別のため『HYPERWEAPON1』と呼ばれる事が多い。当時まだ無名の若手クリエーターの一人であった小林が、独自の世界観に基づいたオリジナルの未来兵器群を模型とストーリーで展開している。後の代表作『ドラゴンズヘブン』の前史に当たるシャイアンとキト松本との物語や、『迷宮都市』の原型となった未来警察物などが含まれている。絶版。『再生なき永遠の闇へ』に縮刷復刻版が同梱されている。
『HYPERWEAPON2 1999地球戦線』
前作から時代を遡り、1999年の地球を舞台に、暴走した生体兵器と軍のパワードスーツ（スパンダウ1）との戦いを描いている。絶版。内容の一部は『2008』に再録されている。
『HYPERWEAPON 再生なき永遠の闇へ』
2005年刊行。B5判横綴じ。『HYPERWEAPON2』以降20年間に小林が手掛けた、コミック・アニメなどのデザインワークを平面作品を中心に収録した作品集。『HYPERWEAPON1』の縮刷復刻版が同梱されている。
『HYPERWEAPON2005 スパンダウ2 メカニックファイル』
2005年にイベントなどで限定発売された同人誌。B5判横綴じ。『再生なき永遠の闇へ』で名前だけ登場したパワードスーツ「スパンダウ2」の設定資料集。同時に「スパンダウ2」のガレージキットも販売された。内容の大半は『2007』に再録されている。
『HYPERWEAPON2007 それぞれのHEAVEN』
2007年2月刊行。B4判。モデルアート誌の別冊扱いで一ヶ月の限定発売。小林が監督を務める新作アニメ『ICE』の概要やアートワーク、『ドラゴンズヘブン』の新作コミック、横山宏・竹谷隆之・あげたゆきお・村田蓮爾ら小林と縁の深いクリエーターとの対談やコラボレーションなどを収録。『再生なき永遠の闇へ』に比べて立体物の比重が大きくなっている。
『HYPERWEAPON2008 狂気の現風景-そして真実』
2008年5月刊行。B5判横綴じ。艦船模型スペシャル誌の別冊扱い。『アーマード・コア フォーアンサー』『ロストオデッセイ』『ドルアーガの塔』などのゲーム用コンセプトデザイン、ファンによるリスペクト造形作品、『HYPERWEAPON2』やモデルカーレーサーズ誌ハウトゥ記事の再録などを収録。
『HYPERWEAPON2009 宇宙戦艦と宇宙空母』
2009年11月刊行。B4判。艦船模型スペシャル誌の別冊扱い。公開直前の小林が副監督を務めた『宇宙戦艦ヤマト 復活篇』及び、海外ドラマシリーズ『新宇宙空母ギャラクティカ』の設定画を収録。
『HYPERWEAPON2010 MINI』
2010年8月刊行。A5判。イベントや一部書店で限定発売された同人誌。『新宇宙空母ギャラクティカ』に登場する戦闘機「コロニアル・バイパー」の模型や、撮影用実物大プロップの写真をメインに収録した小冊子。
『HYPERWEAPON2011 神なる永遠の黄昏』
2011年7月刊行。B4判。モデルアート誌の別冊扱い。『宇宙戦艦ヤマト 復活篇』の映像ソフト用パッケージアートや派生設定の「波動実験艦ムサシ」イラスト、TVアニメシリーズ『ラストエグザイル-銀翼のファム-』の設定画などを収録。

### 大日本絵画社刊
『HYPERWEAPON2013S 飛ぶ理由』
2013年10月刊行。航空機模型専門誌「スケールアビエーション」連載「飛ぶ理由」の単行本。人類滅亡から久しい地球を訪れた異星人が、発掘された記録から史実・フィクションを混同して復元した歴史上の航空兵器群という設定のオリジナル模型。また『宇宙戦艦ヤマト2199』の背景設定や制作裏話も収録。2014年には再版にあたり新規連載分を追加収録した改訂版『2013s Revised』が刊行された。
『HYPERWEAPON2014 バレラスへの道』
2014年8月刊行。『宇宙戦艦ヤマト2199』のガミラス側の背景美術デザインワークと、「ハイパーウェポン」シリーズ30年の歴史を総括する形で小林の同人誌時代からの自主制作作品群を収録。
『HYPERWEAPON2014＋ 未来兵器AS』
2014年12月刊行。ホビージャパン誌に1988年から連載された「未来兵器AS」の単行本。
『HYPERWEAPON2016 楽園のロジック』
2016年7月刊行。連載「飛ぶ理由」の単行本2冊目。